# Petr Kropáček
Petr Kropáček, také Petr Kropacek, literární pseudonym Pavel Neri, (14. července 1889 Praha – 10. září 1931 Praha) byl český architekt, designér a podnikatel, který navrhoval stavby, jejich interiéry, divadelní scény a věnoval se rovněž literární tvorbě.

## Život a kariéra
V letech 1908-1913 vystudoval architekturu na pražské technice. Téhož roku se svými spolužáky a vrstevníky Josefem Gočárem a Pavlem Janákem založil v Praze na Starém Městě ve Veleslavínově ulici 3 Pražské umělecké dílny, v nichž experimentovali s kubismem, Kropáček navrhoval například nábytek. Téhož roku 1913 se v Praze oženil s Marií, rozenou Krausovou, bydleli na Vinohradech. Po skončení první světové války odjeli do Jižní a Střední Ameriky, pobývali v Argentině, Bolívii a v Mexiku. Kropáček navrhoval dělnické domy při plantážích. V jiných projektech neuspěl, a proto se roku 1920  vrátil do Prahy. 
Kropáček navrhoval obytné nájemní domy a vily, z veřejných budov školy a lázeňské stavby, vesměs ve strohém funkcionalistickém stylu.  Projektoval také interiéry a divadelní scény. Jako scénograf začínal již v letech 1911–1914, podílel se na založení avantgardního Divadla Umění.
Věnoval se i literární a dramatické tvorbě, psal cestopisné stati, pod pseudonymem Paul Neri napsal drama Stavba a komedii Mystifikace. 
Byl členem SVU Mánes a vystavoval na jeho členských výstavách.

## Rodina
- Syn Pavel Kropáček (* 30.10.1915 Praha, † 27. 2. 1943 Osvětim) vystudoval dějiny umění a stal se historikem a teoretikem umění. Protože byl po matce Žid, byl roku 1942 deportován do ghetta v Terezíně a odtud do vyhlazovacího tábora v Osvětimi.

## Stavby
- Jubilejní palác, Lázně Bohdaneč (1922, později přestavěn)
- Nájemní dům, Jankovcova čp. 68/VII., Praha - Holešovice (1924-1926)
- Gymnázium P. Horova, Michalovce (1924–1931)
- Česká menšinová jednotřídní škola, Zahrádka (1925-1926)
- Dům pro státní zaměstnance, ulice 9. května čp. 648, Litomyšl (1925–1926)
- Nájemní domy, Sudoměřská čp. 1649-1650-1651/XI., Praha XI. - Žižkov (1926-1929)
- Nájemní domy, Žerotínova čp. 1641-1642/XI., Praha XI. - Žižkov (1927)
- Státní dívčí měšťanská škola, Kuzmányho 6, Košice (1928)
- Rohový nájemní dům ing. Eug. Syrovátky s interiéry lóže svobodných zednářů, Trojanova čp. 336/II a Gorazdova 12, Praha-Nové Město (1928-1929)[3]
- Přestavba hotelu Central a návrh sálu Komorního divadla (sál zanikl po roce 1976), Hybernská čp.1001/II., Praha 2 - Nové Město, přestavba secesní budovy (1929)
- Návrh vily pro dr. Edvarda Beneše v Sezimově Ústí (1930) - nerealizován, strohý styl se objednavateli nelíbil
- Tyršovy školy, Mánesova čp. 1526, Česká Lípa (1930-1931)